# Polònia
Polònia es un programa televisivo de sátira política que emite la cadena autonómica catalana TV3 presentado por Toni Soler. 
Es una producción de Televisión de Cataluña en colaboración con Minoria absoluta para TV3 (Cataluña). Se emite semanalmente, los jueves en horario estelar, con repetición los domingos al mediodía.
En el programa, que trata de humor satírico político, se imitan los personajes principales de la política, de toda España.
Desde su estreno en 2006 se ha situado como uno de los programas con mayor audiencia de la cadena, siendo líder en su franja horaria. Su éxito se ha visto reconocido con algunos de los galardones televisivos más prestigiosos de España, como el Premio Ondas o el Premio de la Academia de la Televisión.

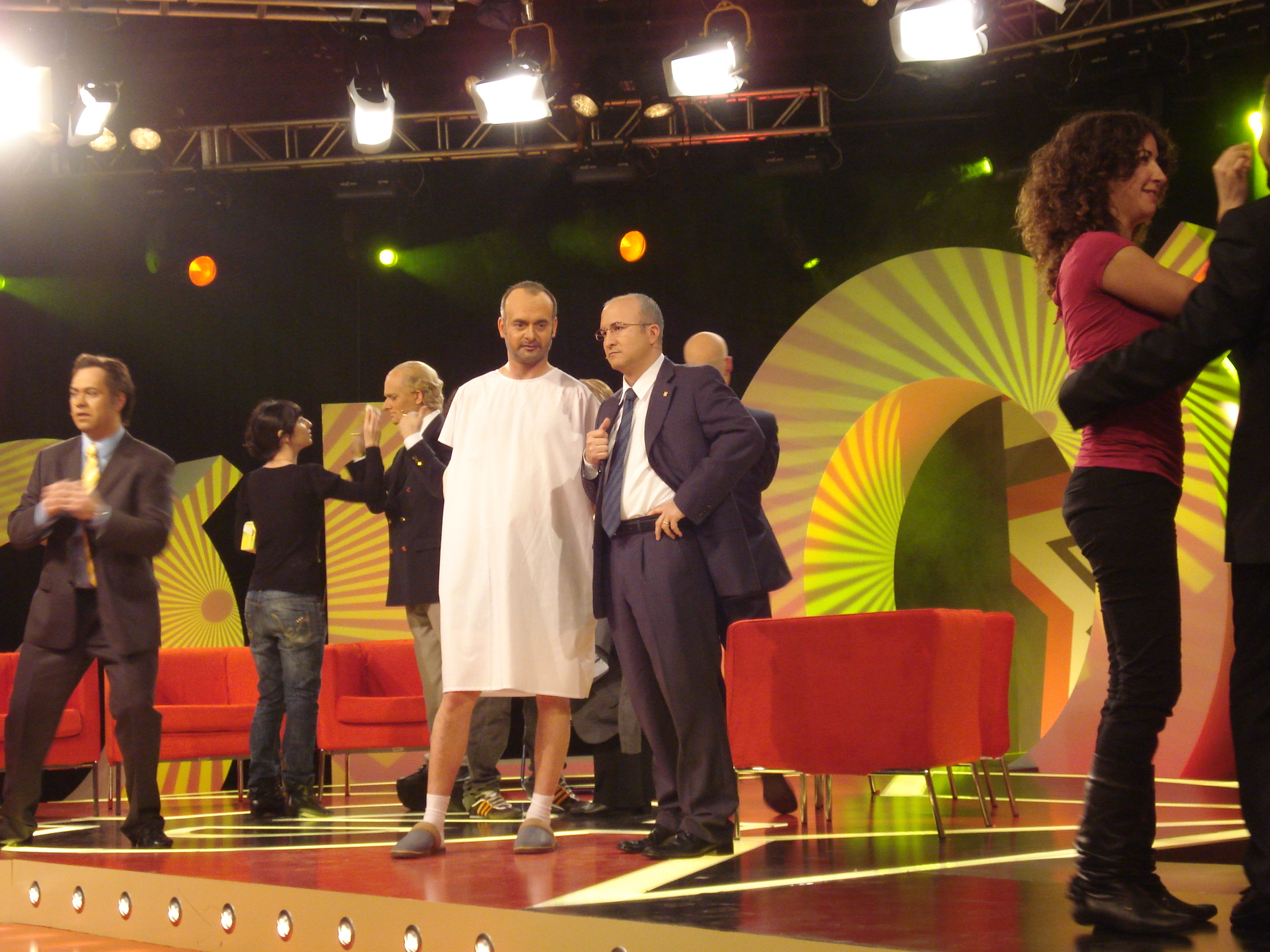
Polònia, Especial elecciones, marzo 2008

El nombre del programa ironiza con la denominación polacos, un término despectivo y coloquial usado para referirse a los catalanes.

## Actores y personajes parodiados
Lista de personajes de Polònia (en catalán)
| Actor/Actriz    | Personajes                                                                                 | Debut/Primera aparición                              |
| --------------- | ------------------------------------------------------------------------------------------ | ---------------------------------------------------- |
| Queco Novell    | Pasqual Maragall                                                                           | Programa 1 (2006)                                    |
| Queco Novell    | José Luis Rodríguez Zapatero                                                               | Programa 1 (2006)                                    |
| Queco Novell    | Mariano Rajoy                                                                              | Programa 1 (2006)                                    |
| Queco Novell    | Felipe VI de España                                                                        | Programa 3 (2006)                                    |
| Queco Novell    | Josep Cuní                                                                                 | Programa 43 (2007)                                   |
| Queco Novell    | Joan Clos (primera temporada)                                                              | Programa 1 (2006)                                    |
| Queco Novell    | Xavier Trias                                                                               | Programa ¿? (¿?)                                     |
| Queco Novell    | Isidre Fainé                                                                               | Programa ¿? (¿?)                                     |
| Queco Novell    | Joan Manuel Serrat                                                                         | Programa 83 (2008)                                   |
| Queco Novell    | Federico Jiménez Losantos (hasta la tercera temporada)                                     | Programa ¿? (¿?)                                     |
| Queco Novell    | Pedro J. Ramírez                                                                           | Programa ¿? (¿?)                                     |
| Queco Novell    | Oriol Pujol                                                                                | Programa ¿? (¿?)                                     |
| Queco Novell    | Joan Laporta                                                                               | Programa ¿? (¿?)                                     |
| Queco Novell    | Francesc Macià                                                                             | Programa 12 (2006)                                   |
| Queco Novell    | Miquel Calçada                                                                             | Programa ¿? (2009)                                   |
| Queco Novell    | Félix Millet                                                                               | Programa ¿? (2009)                                   |
| Queco Novell    | Carles Puigdemont                                                                          | Programa ¿? (2016)                                   |
| Queco Novell    | Albert Boadella                                                                            | Programa ¿? (¿?)                                     |
| Queco Novell    | Josep Borrell                                                                              | Programa ¿? (¿?)                                     |
| Queco Novell    | Ernest Maragall                                                                            | Programa ¿? (2018)                                   |
| Queco Novell    | Jean-Claude Juncker                                                                        | Programa ¿? (2018)                                   |
| Queco Novell    | Quimi Portet                                                                               | Programa ¿? (¿?)                                     |
| Queco Novell    | Manuel Marchena                                                                            | Programa 502 (2019)                                  |
| Queco Novell    | Fernando Simón                                                                             | Programa ¿? (2020)                                   |
| Queco Novell    | Salvador Illa                                                                              | Programa 503 (2020)                                  |
| Queco Novell    | Alberto Núñez Feijóo                                                                       | Programa 619 (2022)                                  |
| Cesc Casanovas  | Joan Saura                                                                                 | Programa 2 (2006)                                    |
| Cesc Casanovas  | Eduardo Zaplana                                                                            | Programa 4 (2006)                                    |
| Cesc Casanovas  | Ferran Adrià                                                                               | Programa 1 (2006)                                    |
| Cesc Casanovas  | José Bono                                                                                  | Programa (2006)                                      |
| Cesc Casanovas  | Wilfredo el Velloso                                                                        | Programa 6 (2006)                                    |
| Cesc Casanovas  | Pilar Rahola                                                                               | Programa 43 (2007)                                   |
| Cesc Casanovas  | Joan Puigcercós                                                                            | Programa 16 (2006)                                   |
| Cesc Casanovas  | Joaquim Nadal                                                                              | Programa 11 (2006)                                   |
| Cesc Casanovas  | Joan Clos (desde la segunda temporada)                                                     | Programa 22 (2006)                                   |
| Cesc Casanovas  | Juan Carlos Rodríguez Ibarra                                                               | Programa ¿? (¿?)                                     |
| Cesc Casanovas  | Dios                                                                                       | Programa ¿? (¿?)                                     |
| Cesc Casanovas  | Miguel Ángel Moratinos                                                                     | Programa ¿? (¿?)                                     |
| Cesc Casanovas  | Manuel Fraga                                                                               | Programa ¿? (¿?)                                     |
| Cesc Casanovas  | James Stewart                                                                              | Programa ¿? (¿?)                                     |
| Cesc Casanovas  | Enrique Peña Nieto                                                                         | Programa ¿? (¿?)                                     |
| Cesc Casanovas  | Antonio García Ferreras                                                                    | Programa ¿? (¿?)                                     |
| Cesc Casanovas  | David Fernàndez                                                                            | Programa ¿? (¿?)                                     |
| Cesc Casanovas  | Pere Gimferrer                                                                             | Programa 106 (2008)                                  |
| Cesc Casanovas  | Baltasar Garzón                                                                            | Programa 106 (2008)                                  |
| Cesc Casanovas  | Joan Tardà                                                                                 | Programa 110 (2008)                                  |
| Cesc Casanovas  | Rita Barberá                                                                               | Programa 119 (2009)                                  |
| Cesc Casanovas  | Lluís Prenafeta                                                                            | Programa ¿? (2009)                                   |
| Cesc Casanovas  | Jorge Fernández Díaz                                                                       | Programa ¿? (2011)                                   |
| Cesc Casanovas  | Luis Bárcenas                                                                              | Programa ¿? (2013)                                   |
| Cesc Casanovas  | Jordi Sànchez                                                                              | Programa ¿? (2016)                                   |
| Cesc Casanovas  | Lluís Rabell                                                                               | Programa ¿? (2017)                                   |
| Cesc Casanovas  | Kim Jong-un                                                                                | Programa ¿? (2017)                                   |
| Cesc Casanovas  | Juan Ignacio Zoido                                                                         | Programa ¿? (2017)                                   |
| Cesc Casanovas  | Pere Aragonés                                                                              | Programa 482 (2018)                                  |
| Cesc Casanovas  | Comisario José Manuel Villarejo                                                            | Programa 493 (2018)                                  |
| Cesc Casanovas  | Gerardo Pisarello                                                                          | Programa ¿? (¿?)                                     |
| Cesc Casanovas  | Carles Riera                                                                               | Programa ¿? (¿?)                                     |
| Cesc Casanovas  | Sebastià D'Arbó                                                                            | Programa ¿? (2019)                                   |
| Cesc Casanovas  | Nicolás Maduro                                                                             | Programa 502 (2019)                                  |
| Bruno Oro       | Artur Mas (hasta la tercera temporada y desde la cuarta temporada)                         | Programa 1 (2006)                                    |
| Bruno Oro       | Ángel Acebes                                                                               | Programa 1 (2006)                                    |
| Bruno Oro       | Matías Prats, hijo (representado como Mateu Prados)                                        | Programa 22 (2006)                                   |
| Bruno Oro       | María Teresa Fernández de la Vega (hasta la tercera temporada y desde la quinta temporada) | Programa 6 (2006)                                    |
| Bruno Oro       | José María Aznar (hasta la tercera temporada y desde mediados la quinta temporada)         | Programa 4 (2006)                                    |
| Bruno Oro       | Eduardo García Serrano                                                                     | Programa ¿? (2010)                                   |
| Bruno Oro       | Juan José Ibarretxe                                                                        | Programa ¿? (¿?)                                     |
| Bruno Oro       | Alberto Ruiz-Gallardón                                                                     | Programa ¿? (¿?)                                     |
| Bruno Oro       | Jordi Portabella                                                                           | Programa ¿? (¿?)                                     |
| Bruno Oro       | Arnaldo Otegi                                                                              | Programa ¿? (¿?)                                     |
| Bruno Oro       | Joaquín Sabina                                                                             | Programa ¿? (¿?)                                     |
| Bruno Oro       | Gaspar Llamazares                                                                          | Programa ¿? (¿?)                                     |
| Bruno Oro       | Lorenzo Milá                                                                               | Programa ¿? (¿?)                                     |
| Bruno Oro       | George W. Bush                                                                             | Programa ¿? (¿?)                                     |
| Bruno Oro       | Nicolas Sarkozy (hasta la tercera temporada)                                               | Programa ¿? (¿?)                                     |
| Bruno Oro       | Pep Guardiola (hasta la tercera temporada)                                                 | Programa ¿? (¿?)                                     |
| Bruno Oro       | Barack Obama                                                                               | Programa ¿? (¿?)                                     |
| Bruno Oro       | Anne Igartiburu                                                                            | Programa ¿? (2006)                                   |
| Bruno Oro       | Antoni Castells (desde mediados de la cuarta temporada y desde la quinta temporada)        | Programa 117 (2009)                                  |
| Bruno Oro       | Albert Om                                                                                  | Programa 125 (2009)                                  |
| Bruno Oro       | Mahmud Ahmadineyad                                                                         | Programa ¿? (2009)                                   |
| Bruno Oro       | Bartomeu Muñoz                                                                             | Programa 149 (2009)                                  |
| Bruno Oro       | Cristóbal Montoro                                                                          | Programa ¿? (2011)                                   |
| Bruno Oro       | Iñaki Urdangarin                                                                           | Programa ¿? (2012)                                   |
| Manel Lucas     | Francisco Franco                                                                           | Programa 1 (2006)                                    |
| Manel Lucas     | Lluís Llach                                                                                | Programa 1 (2006)                                    |
| Manel Lucas     | Cristóbal Montoro                                                                          | Programa ¿? (2011)                                   |
| Manel Lucas     | Francesc Baltasar                                                                          | Programa ¿? (¿?)                                     |
| Manel Lucas     | Woody Allen                                                                                | Programa ¿?                                          |
| Xavier Noms     | Josep-Lluís Carod-Rovira (primera temporada)                                               | Programa 1 (2006)                                    |
| Xavier Noms     | Ernest Benach                                                                              | Programa ¿? (¿?)                                     |
| Xavier Noms     | Benito Mussolini                                                                           | Programa (2007)                                      |
| Xavier Noms     | Antoni Castells (hasta mitat la cuarta temporada)                                          | Programa 92 (2008)                                   |
| Xavier Noms     | Antonio María Rouco Varela                                                                 | Programa 101 (2008)                                  |
| Xavier Noms     | Albert Boadella                                                                            | Programa 104 (2008)                                  |
| Xavier Serrano  | Josep Piqué                                                                                | Programa 1 (2006)                                    |
| Xavier Serrano  | Josep Antoni Duran i Lleida                                                                | Programa 1 (2006)                                    |
| Xavier Serrano  | Joan Herrera                                                                               | Programa ¿? (¿?)                                     |
| Xavier Serrano  | María Teresa Fernández de la Vega (cuarta temporada)                                       | Programa 101 (2008)                                  |
| Xavier Serrano  | Jaime de Marichalar                                                                        | Programa 107 (2008)                                  |
| Xavier Serrano  | Carlos Carrizosa                                                                           | Programa ¿? (¿?)                                     |
| Xavier Serrano  | Carlos Arias Navarro                                                                       | Programa 108 (2008)                                  |
| Xavier Serrano  | Francisco Camps                                                                            | Programa 119 (2009)                                  |
| Xavier Serrano  | Alejandro Agag                                                                             | Programa 120 (2009)                                  |
| Xavier Serrano  | Vladímir Putin                                                                             | Programa 151 (2009)                                  |
| Xavier Serrano  | Cristóbal Montoro                                                                          | Programa ¿? (2016)                                   |
| Xavier Serrano  | Pedro Duque                                                                                | Programa 482 (2018)                                  |
| Xavier Serrano  | Albert Pla                                                                                 | Programa ¿? (¿?)                                     |
| Pau Miró        | Alberto Fernández Díaz                                                                     | Programa ¿? (¿?)                                     |
| Gemma Deusedes  | Montserrat Tura                                                                            | Programa 1 (2006)                                    |
| Gemma Deusedes  | Soraya Sáenz de Santamaría                                                                 | Programa ¿? (2008)                                   |
| Gemma Deusedes  | Gemma Ruíz                                                                                 | Programa ¿? (¿?)                                     |
| Gemma Deusedes  | Elena Espinosa                                                                             | Programa ¿? (¿?)                                     |
| Gemma Deusedes  | Sonsoles Espinosa                                                                          | Programa especial Polònia, especial eleccions (2008) |
| Gemma Deusedes  | Ana Botella                                                                                | Programa ¿? (¿?)                                     |
| Gemma Deusedes  | Helena García Melero                                                                       | Programa ¿? (¿?)                                     |
| Gemma Deusedes  | Telma Ortiz (pixelada)                                                                     | Programa ¿? (¿?)                                     |
| Gemma Deusedes  | Ana Aznar Botella                                                                          | Programa 120 (2009)                                  |
| Lulú Palomares  | Esperanza Aguirre (primera y segunda temporada)                                            | Programa 9 (2006)                                    |
| Lulú Palomares  | Manuela de Madre                                                                           | Programa ¿? (¿?)                                     |
| Lulú Palomares  | Carmen Sevilla                                                                             | Programa ¿? (¿?)                                     |
| Lulú Palomares  | Carmen Calvo                                                                               | Programa ¿? (¿?)                                     |
| Agnès Busquets  | Letizia Ortiz                                                                              | Programa 3 (2006)                                    |
| Agnès Busquets  | Mònica Terribas                                                                            | Programa 6 (2006)                                    |
| Agnès Busquets  | Carme Ruscalleda                                                                           | Programa 14 (2006)                                   |
| Agnès Busquets  | Imma Mayol                                                                                 | Programa ¿? (¿?)                                     |
| Agnès Busquets  | Marina Geli                                                                                | Programa ¿? (¿?)                                     |
| Agnès Busquets  | Violante de Hungría                                                                        | Programa ¿? (¿?)                                     |
| Agnès Busquets  | Dolors Nadal                                                                               | Programa ¿? (¿?)                                     |
| Agnès Busquets  | María San Gil                                                                              | Programa ¿? (¿?)                                     |
| Agnès Busquets  | Cristina Fernández de Kirchner                                                             | Programa ¿? (¿?)                                     |
| Agnès Busquets  | Bibiana Ballbè                                                                             | Programa ¿? (¿?)                                     |
| Agnès Busquets  | Alicia Sánchez-Camacho                                                                     | Programa 101 (2008)                                  |
| Agnès Busquets  | Helena Rakosnik (cónyuge de Artur Mas)                                                     | Programa 105 (2008)                                  |
| Agnès Busquets  | Carla Bruni                                                                                | Programa 106 (2008)                                  |
| Agnès Busquets  | Michelle Obama                                                                             | Programa 120 (2009)                                  |
| Agnès Busquets  | Soraya Sáenz de Santamaría                                                                 | Programa ¿? (¿?)                                     |
| Agnès Busquets  | María Dolores de Cospedal                                                                  | Programa ¿? (¿?)                                     |
| Agnès Busquets  | Ada Colau                                                                                  | Programa ¿? (¿?)                                     |
| Agnès Busquets  | Carme Forcadell                                                                            | Programa ¿? (¿?)                                     |
| Agnès Busquets  | Susanna Griso                                                                              | Programa ¿? (¿?)                                     |
| Agnès Busquets  | Elsa Artadi                                                                                | Programa 466 (2018)                                  |
| Agnès Busquets  | Lídia Heredia                                                                              | Programa ¿? (2018)                                   |
| Agnès Busquets  | Ana Rosa Quintana                                                                          | Programa ¿? (¿?)                                     |
| Agnès Busquets  | Beatriz Talegón                                                                            | Programa 501 (2019)                                  |
| Agnès Busquets  | Carmen Calvo                                                                               | Programa 528 (2019)                                  |
| Agnès Busquets  | Giorgia Meloni                                                                             | Programa ???(2022)                                   |
| Toni Albà       | Juan Carlos I de España                                                                    | Programa 22 (2006)                                   |
| Toni Albà       | Benedicto XVI                                                                              | Programa ¿? (¿?)                                     |
| Toni Albà       | Josep-Lluís Carod-Rovira (desde la segunda temporada)                                      | Programa ¿? (¿?)                                     |
| Toni Albà       | Silvio Berlusconi                                                                          | Programa ¿? (2008)                                   |
| Toni Albà       | Nicolas Sarkozy                                                                            | Programa 106 (2008)                                  |
| Toni Albà       | Julián Muñoz                                                                               | Programa 109 (2008)                                  |
| Toni Albà       | José María Aznar (cuarta temporada y mitad de la quinta)                                   | Programa 110 (2008)                                  |
| Toni Albà       | Muamar el Gadafi                                                                           | Programa ¿? (2011)                                   |
| Toni Albà       | Donald Trump                                                                               | Programa ¿? (2015)                                   |
| Toni Albà       | Íñigo Méndez de Vigo                                                                       | Programa ¿? (2018)                                   |
| Toni Albà       | Alfred Bosch                                                                               | Programa ¿? (¿?)                                     |
| Toni Albà       | Josep Bou                                                                                  | Programa ¿? (¿?)                                     |
| Toni Albà       | Alfonso Fernández Mañueco                                                                  | Programa ¿? (2022)                                   |
| Sergi Mas       | José Montilla                                                                              | Programa 3 (2006)                                    |
| Sergi Mas       | Francisco                                                                                  | (2013)                                               |
| David Olivares  | Jordi Hereu                                                                                | Programa ¿? (¿?)                                     |
| David Olivares  | Fabio                                                                                      | Programa ()                                          |
| David Olivares  | Albert Rivera                                                                              | Programa 28 (2006)                                   |
| David Olivares  | Xavier Sala i Martín                                                                       | Programa ¿? (¿?)                                     |
| David Olivares  | Joan Ridao                                                                                 | Programa ¿? (2008)                                   |
| David Olivares  | Ronaldinho                                                                                 | Programa ¿? (¿?)                                     |
| David Olivares  | Ernest Maragall                                                                            | Programa ¿? (¿?)                                     |
| David Olivares  | Joan Carretero                                                                             | Programa 102 (2008)                                  |
| David Olivares  | Tomás Molina                                                                               | Programa 103 (2008)                                  |
| David Olivares  | Barack Obama                                                                               | Programa 107 (2008)                                  |
| David Olivares  | ANDREU                                                                                     | Programa 151 (2009)                                  |
| David Olivares  | Dan Brown                                                                                  | Programa 152 (2009)                                  |
| David Olivares  | Pere el Gran                                                                               | Programa 153 (2009)                                  |
| David Olivares  | Bob L'Estatut                                                                              | Programa 170 (2010)                                  |
| David Olivares  | José Ignacio Wert                                                                          | Programa ¿? (2011)                                   |
| David Olivares  | Antonio Hernando                                                                           | Programa ¿? (¿?)                                     |
| David Olivares  | Xavier Domènech                                                                            | Programa ¿? (¿?)                                     |
| David Olivares  | Josep Rull                                                                                 | Programa ¿? (¿?)                                     |
| David Olivares  | Jaume Alonso-Cuevillas                                                                     | Programa ¿? (2018)                                   |
| David Olivares  | Miquel Buch                                                                                | Programa ¿? (¿?)                                     |
| David Olivares  | José Manuel Villegas                                                                       | Programa ¿? (2018)                                   |
| David Olivares  | Vicent Sanchis                                                                             | Programa ¿? (¿?)                                     |
| David Olivares  | Juan Manuel Moreno                                                                         | Programa 507 (2019)                                  |
| David Olivares  | Iván Espinosa de los Monteros                                                              | Programa 572 (2020)                                  |
| Roger de Gràcia | Frank Rijkaard (primera y segunda temporada)                                               | Programa ¿? (¿?)                                     |
| Roger de Gràcia | Mindundi                                                                                   | Programa ¿? (¿?)                                     |
| Carlos Latre    | Ramón Pellicer                                                                             | Programa 61 (2007)                                   |
| Carlos Latre    | Daniel Sirera                                                                              | Programa 61 (2007)                                   |
| Carlos Latre    | Hugo Chávez                                                                                | Programa 70 (2007)                                   |
| Carlos Latre    | Antonio Jiménez                                                                            | Programa ¿? (2010)                                   |
| Carlos Latre    | Jordi Pujol                                                                                | Programa ¿? (¿?)                                     |
| Carlos Latre    | Jaime Peñafiel                                                                             | Programa ¿? (¿?)                                     |
| Carlos Latre    | Santi Santamaria                                                                           | Programa ¿? (¿?)                                     |
| Carlos Latre    | Justo Molinero                                                                             | Programa ¿? (¿?)                                     |
| Carlos Latre    | Lionel Messi                                                                               | Programa ¿? (¿?)                                     |
| Carlos Latre    | Frank Rijkaard (desde la tercera temporada)                                                | Programa ¿? (¿?)                                     |
| Carlos Latre    | Bernd Schuster                                                                             | Programa ¿? (¿?)                                     |
| Carlos Latre    | Raphael                                                                                    | Programa ¿? (¿?)                                     |
| Carlos Latre    | Jorge Javier Vázquez                                                                       | Programa ¿? (¿?)                                     |
| Carlos Latre    | Boris Izaguirre                                                                            | Programa ¿? (¿?)                                     |
| Carlos Latre    | Manuel Pizarro                                                                             | Programa ¿? (¿?)                                     |
| Carlos Latre    | Pedro Almodóvar                                                                            | Programa ¿? (¿?)                                     |
| Carlos Latre    | Celestino Corbacho                                                                         | Programa ¿? (¿?)                                     |
| Carlos Latre    | Risto Mejide                                                                               | Programa ¿? (¿?)                                     |
| Carlos Latre    | Pedro Solbes                                                                               | Programa ¿? (¿?)                                     |
| Carlos Latre    | Ramón Calderón                                                                             | Programa ¿? (¿?)                                     |
| Carlos Latre    | Luis Aragonés                                                                              | Programa ¿? (¿?)                                     |
| Carlos Latre    | Toni Soler                                                                                 | Programa 100 (2008)                                  |
| Carlos Latre    | Artur Mas (cuarta temporada)                                                               | Programa 101 (2008)                                  |
| Carlos Latre    | Adolf Hitler (¿?)                                                                          | ¿? (¿?)                                              |
| Carlos Latre    | Federico Jiménez Losantos (desde la cuarta temporada)                                      | Programa 108 (2008)                                  |
| Carlos Latre    | Roger Pera                                                                                 | Programa (2009)                                      |
| Carlos Latre    | Emilio Botín                                                                               | Programa 119 (2009)                                  |
| Carlos Latre    | Karlos Arguiñano                                                                           | Programa 120 (2009)                                  |
| Carlos Latre    | Mariano Bermejo                                                                            | Programa 122 (2009)                                  |
| Carlos Latre    | Patxi López                                                                                | Programa 123 (2009)                                  |
| Carlos Latre    | Oriol Junqueras                                                                            | Programa ¿? (2012)                                   |
| Carlos Latre    | Luis de Guindos                                                                            | Programa ¿? (2012)                                   |
| Carlos Latre    | Miquel Iceta                                                                               | Programa ¿? (2012)                                   |
| Mireia Portas   | Esperanza Aguirre (desde la tercera temporada)                                             | Programa (¿?)                                        |
| Mireia Portas   | Mari Pau Huguet                                                                            | Programa ¿? (¿?)                                     |
| Mireia Portas   | Sofía de Grecia                                                                            | Programa 70 (2008)                                   |
| Mireia Portas   | Carme Chacón                                                                               | Programa ¿? (¿?)                                     |
| Mireia Portas   | Magdalena Álvarez                                                                          | Programa ¿? (¿?)                                     |
| Mireia Portas   | Raquel Sans                                                                                | Programa 101 (2008)                                  |
| Mireia Portas   | Anna Hernández (cónyuge de José Montilla)                                                  | Programa 105 (2008)                                  |
| Mireia Portas   | Hillary Clinton                                                                            | Programa 122 (2009)                                  |
| Mireia Portas   | Carla Bruni (cónyuge de Nicolas Sarkozy)                                                   | Programa 123 (2009)                                  |
| Mireia Portas   | Ana Pastor                                                                                 | Programa ¿? (¿?)                                     |
| Mireia Portas   | Marta Rovira                                                                               | Programa ¿? (2017)                                   |
| Mireia Portas   | Carme Forcadell                                                                            | Programa ¿? (¿?)                                     |
| Mireia Portas   | Raquel Sans                                                                                | Programa ¿? (¿?)                                     |
| Mireia Portas   | Meritxell Batet                                                                            | Programa ¿? (¿?)                                     |
| Mireia Portas   | Anna Simon                                                                                 | Programa 521 (2019)                                  |
| Mireia Portas   | Yolanda Díaz                                                                               | Programa 604 (2021)                                  |
| Toni Soler      | Lluís Companys                                                                             | Programa ¿? (¿?)                                     |
| Toni Soler      | Fabio                                                                                      | Programa ¿? (¿?)                                     |
| Toni Soler      | Muamar el Gadafi                                                                           | Programa 151 (2009)                                  |
| Jordi Ríos      | Ferran Monegal                                                                             | Programa 104 (2008)                                  |
| Jordi Ríos      | Carles Puyol (cameo de un personaje de Crackòvia)                                          | Programa (2009)                                      |
| Jordi Ríos      | Isidre Fainé                                                                               | Programa 119 (2009)                                  |
| Jordi Ríos      | Iker Jiménez                                                                               | Programa (2024)                                      |
| Pep Plaza       | Lluís Llongueras                                                                           | Programa 104 (2008)                                  |
| Pep Plaza       | Quim Monzó                                                                                 | Programa 106 (2008)                                  |
| Pep Plaza       | Joan Pera                                                                                  | Programa (2009)                                      |
| Pep Plaza       | Francesc Homs                                                                              | Programa (¿?)                                        |
| Pep Plaza       | Jordi Pujol                                                                                | Programa (¿?)                                        |
| Pep Plaza       | Pedro Sánchez                                                                              | Programa (2014)                                      |
| Pep Plaza       | Felipe VI de España                                                                        | Programa (2014)                                      |
| Pep Plaza       | Toni Cantó                                                                                 | Programa??? (2014)                                   |
| Pep Plaza       | Bertín Osborne                                                                             | Programa (2017)                                      |
| Pep Plaza       | Josep Lluís Trapero                                                                        | Programa (2017)                                      |
| Pep Plaza       | Xavier Trías                                                                               | Programa (¿?)                                        |
| Pep Plaza       | Juanma Moreno                                                                              | Programa (2023)                                      |
| Pep Plaza       | Elon Musk                                                                                  | Programa                                             |
| Pep Plaza       | Miguel Bosé                                                                                | Programa                                             |
| Pep Plaza       | Francisco Correa                                                                           | Programa 120 (2009)                                  |
| Alba Florejachs | Susana Díaz                                                                                | Programa ¿? (2014)                                   |
| Alba Florejachs | Yolanda Díaz                                                                               | Programa 629 (2022)                                  |
| Iván Labanda    | Felipe González                                                                            | Programa ¿? (¿?)                                     |
| Iván Labanda    | Oriol Junqueras                                                                            | Programa ¿? (¿?)                                     |
| Iván Labanda    | Miquel Iceta                                                                               | Programa ¿? (¿?)                                     |
| Iván Labanda    | Gabriel Rufián                                                                             | Programa ¿? (¿?)                                     |
| Iván Labanda    | Carlos Fabra                                                                               | Programa ¿? (¿?)                                     |
| Iván Labanda    | Jordi Pujol Ferrusola                                                                      | Programa ¿? (¿?)                                     |
| Iván Labanda    | Pablo Llarena                                                                              | Programa ¿? (2017)                                   |
| Iván Labanda    | Quim Torra                                                                                 | Programa 479 (2018)                                  |
| Iván Labanda    | Albert Rivera                                                                              | Programa 485 (2018)                                  |
| Iván Labanda    | Peyu                                                                                       | Programa ¿? (¿?)                                     |
| Iván Labanda    | Alfonso Dastis                                                                             | Programa ¿? (¿?)                                     |
| Iván Labanda    | Hansi Flick                                                                                | Programa 712 (2024)                                  |
| Iván Labanda    | Carlos Mazón                                                                               | Programa ??? (2024)                                  |
| Iván Labanda    | Volodímir Zelenski                                                                         | Programa ??? (2025)                                  |
| Iván Labanda    | Jimmy Fallon                                                                               | Programa ??? (2025)                                  |
| David Marcé     | Pablo Casado                                                                               | Programa 485 (2018)                                  |
| David Marcé     | José María Aznar                                                                           | Programa ¿? (¿?)                                     |
| David Marcé     | Lluís Companys                                                                             | Programa ¿? (¿?)                                     |
| David Marcé     | Juan Carlos Monedero                                                                       | Programa ¿? (2014)                                   |
| David Marcé     | Manuela Carmena                                                                            | Programa ¿? (2015)                                   |
| David Marcé     | Artur Mas                                                                                  | Programa ¿? (2016)                                   |
| David Marcé     | José Manuel Soria                                                                          | Programa ¿? (¿?)                                     |
| David Marcé     | Marc Giró                                                                                  | Programa ¿? (¿?)                                     |
| David Marcé     | Emmanuel Macron                                                                            | Programa ¿? (2017)                                   |
| David Marcé     | Roger Torrent                                                                              | Programa ¿? (2018)                                   |
| David Marcé     | Màxim Huerta                                                                               | Programa 483 (2018)                                  |
| David Marcé     | Fernando Grande-Marlaska                                                                   | Programa 488 (2018)                                  |
| David Marcé     | Toni Cruanyes                                                                              | Programa ¿? (¿?)                                     |
| David Marcé     | Manuel Valls                                                                               | Programa ¿? (¿?)                                     |
| David Marcé     | Jordi Cuixart                                                                              | Programa 504 (2019)                                  |
| David Marcé     | Joe Biden                                                                                  | Programa 568 (2020)                                  |
| David Marcé     | Edmundo Bal                                                                                | Programa 662 (2023)                                  |
| David Marcé     | Jaume Collboni                                                                             | Programa ¿? (2023)                                   |
| Oriol Vila      | Alberto Garzón                                                                             | Programa ¿? (2016)                                   |
| Sergi Cervera   | Albert Rivera                                                                              | Programa ¿? (¿?)                                     |
| Sergi Cervera   | Raül Romeva                                                                                | Programa ¿? (¿?)                                     |
| Marc Rodríguez  | Pablo Iglesias                                                                             | Programa ¿? (2014)                                   |
| Marc Rodríguez  | Ángel de Jorge Fernández Díaz                                                              | Programa ¿? (¿?)                                     |
| Marc Rodríguez  | Kilian Jornet                                                                              | Programa ¿? (2017)                                   |
| Nil Cardoner    | Íñigo Errejón                                                                              | Programa ¿? (2014)                                   |
| Lara Díez       | Anna Gabriel                                                                               | Programa ¿? (2015)                                   |
| Lara Díez       | Inés Arrimadas                                                                             | Programa ¿? (¿?)                                     |
| Lara Díez       | Dolors Montserrat                                                                          | Programa ¿? (¿?)                                     |
| Lara Díez       | Elisenda Alamany                                                                           | Programa ¿? (2018)                                   |
| Lara Díez       | Isabel Díaz Ayuso                                                                          | Programa ¿? (2019)                                   |
| Lara Díez       | Nadia Calviño                                                                              | Programa 604 (2021)                                  |
| Judit Martín    | Marta Ferrusola                                                                            | Programa ¿? (2017)                                   |
| Judit Martín    | Margarita Robles                                                                           | Programa ¿? (2017)                                   |
| Judit Martín    | Eulàlia Reguant                                                                            | Programa ¿? (¿?)                                     |
| Judit Martín    | Gabriela Serra                                                                             | Programa ¿? (2017)                                   |
| Judit Martín    | María Dolores de Cospedal                                                                  | Programa ¿? (2017)                                   |
| Judit Martín    | Irene Montero                                                                              | Programa ¿? (2018)                                   |
| Judit Martín    | Cristina Cifuentes                                                                         | Programa ¿? (2018)                                   |
| Judit Martín    | Marta Sánchez                                                                              | Programa 480 (2018)                                  |
| Judit Martín    | Isabel Celaá                                                                               | Programa 481 (2018)                                  |
| Judit Martín    | Ursula von der Leyen                                                                       | Programa ¿? (2022)                                   |
| Fermí Fernández | Joan Salvat                                                                                | Programa ¿? (2012)                                   |
| Fermí Fernández | Luis de Guindos                                                                            | Programa ¿? (2012)                                   |
| Fermí Fernández | Núria de Gispert                                                                           | Programa ¿? (2013)                                   |
| Fermí Fernández | Jordi Cañas                                                                                | Programa ¿? (2013)                                   |
| Fermí Fernández | Angela Merkel                                                                              | Programa ¿? (2014)                                   |
| Fermí Fernández | Xavier García Albiol                                                                       | Programa ¿? (2015)                                   |
| Fermí Fernández | Ferrán Bel                                                                                 | Programa ¿? (2016)                                   |
| Fermí Fernández | Germà Gordó                                                                                | Programa ¿? (2017)                                   |
| Fermí Fernández | Ernesto Ekaizer                                                                            | Programa ¿? (¿?)                                     |
| Fermí Fernández | Joaquim Forn                                                                               | Programa 504 (2019)                                  |
| Alan Lillo      | Pablo Iglesias                                                                             | Programa 493 (2018)                                  |
| Alan Lillo      | Jordi Turull                                                                               | Programa 504 (2019)                                  |
| Jordi Soriano   | Eduard Pujol                                                                               | Programa 502 (2019)                                  |
| Jordi Soriano   | Boris Johnson                                                                              | Programa ???                                         |
| Jordi Soriano   | Miquel Iceta                                                                               | Programa 568 (2020)                                  |
| Jordi Soriano   | Pere Aragonés                                                                              | Programa 562 (2020)                                  |
| Jordi Soriano   | Abel Caballero                                                                             | Programa 692 (2023)                                  |
| Jordi Soriano   | Donald Trump                                                                               | Programa (2024)                                      |
| Noé Blancafort  | Santiago Abascal                                                                           | Programa 511 (2019)                                  |
| Noé Blancafort  | Gabriel Rufián                                                                             | Programa ¿? (2021)                                   |
| Albert Mélich   | Javier Ortega Smith                                                                        | Programa 504 (2019)                                  |
| Albert Mélich   | José Luis Martínez-Almeida                                                                 | Programa 526 (2019)                                  |
| Albert Mélich   | Fernando Grande-Marlaska                                                                   | Programa ¿? (2019)                                   |
| Xavi Espinosa   | Oriol Mitjá                                                                                | Programa ¿? (2020)                                   |
| Xavi Espinosa   | Pablo Echenique                                                                            | Programa 581 (2021)                                  |
| Xavi Espinosa   | Xavi Hernández                                                                             | Programa 606 (2021)                                  |
| Xavi Espinosa   | Jordi Turull                                                                               | Programa??? (2022)                                   |
| Xavi Espinosa   | Valtònyc                                                                                   | Programa ???? 2022                                   |
| Xavi Espinosa   | Pablo Motos                                                                                | Programa 657 (2022)                                  |
| Xavi Espinosa   | Jorge Buxadé                                                                               | Programa (2023)                                      |
| Xavi Espinosa   | ElXokas                                                                                    | Programa (2024)                                      |
| Ricard Farré    | Gabriel Rufián                                                                             | Programa 567 (2020)                                  |
| Anna Herebia    | Anna Erra                                                                                  | Programa 682 (2023)                                  |

## Historia del programa
El embrión de Polònia fue el programa radiofónico de sátira política Minoria absoluta, emitido por la cadena catalana RAC 1, del Grupo Godó, desde 2000. A principios de 2004, con el mismo título, el equipo del programa radiofónico estrenó la versión televisiva en City TV, canal local de Barcelona del propio Grupo Godó. El programa se mantuvo en pantalla cuatro meses, ya que para la temporada 2004-2005 Toni Soler, Queco Novell, Manel Lucas y el resto de actores dieron el salto a la televisión nacional, fichando por el programa Las cerezas de La Primera de Televisión Española, donde realizaron el miniespacio de parodias políticas El microondas.
Tras la despedida de Las cerezas, el equipo de Minoría absoluta se incorporó a Antena 3 para realizar Mire usté, un programa basado íntegramente en los sketches y parodias políticas. El programa se estrenó el 9 de octubre de 2005 y fue retirado el 4 de diciembre, apenas dos meses más tarde, tras una pérdida progresiva de audiencia.
Sin embargo, pocas semanas después TV3 anunciaba el fichaje de Toni Soler y su equipo para realizar un programa de similares características. El 16 de febrero de 2006 se estrenó Polònia con gran éxito de audiencia, reuniendo 1.025.000 espectadores de media y una cuota de pantalla del 34,4%. Los 21 programas de la primera temporada tuvieron una audiencia media de 728.000 espectadores y 25,5% de cuota de audiencia, situándose semanalmente entre los programas más vistos en Cataluña. 
En su segunda temporada (2006-2007) se consolidó como uno de los programas de televisión más vistos en Cataluña. La edición más vista fue la del 29 de marzo de 2007, con una media de 977.000 espectadores y una cuota del 30,6%. En abril de 2007 se publicó El llibre mediàtic de Polònia, que se convirtió en el libro más vendido de la Diada de Sant Jordi de ese año, confirmando el éxito del programa entre el público catalán.
Para la temporada 2007-2008 Carlos Latre y Mireia Portas se incorporaron al elenco de actores del programa, que además estrenó un nuevo plató.
A finales de 2007 el programa confirma su éxito con algunos de los galardones más prestigiosos de la televisión en España, como el Premios de la Academia de la Televisión o el Premio Ondas al mejor programa de televisión local.
La cuarta temporada, se inicia en septiembre de 2008, con la marcha de Bruno Oro, de modo que la interpretación de sus personajes más característicos, como Artur Mas o María Teresa Fernández de la Vega, fue asumida por otros actores del programa. Asimismo, durante la temporada 2008/09 el equipo de Polònia -tanto actores como guionistas- estrena Crackòvia, un programa de similares características, aunque centrado en la sátira del mundo del fútbol y del deporte en general.
En 2009 vuelve Bruno Oro por la aclamación de los fanes y seguidores del programa, interpretando nuevos personajes como Antoni Castells o el "retorno político" de Ángel Acebes.

### Programas especiales
A lo largo de sus cuatro temporadas Polònia ha emitido varios especiales, generalmente coincidiendo con acontecimientos políticos relevantes.
- 18 de junio de 2006: Especial con motivo del referéndum del Estatuto de Cataluña, con la valoración de los resultados por parte de los personajes del programa.

- 2 de noviembre de 2006: Especial con motivo de las elecciones al Parlamento de Cataluña, con la valoración de los resultados por parte de los personajes del programa.

- 23 de noviembre de 2006: Programa temático dedicado la despedida de la vida política del presidente de la Generalidad de Cataluña, Pasqual Maragall

- 31 de diciembre de 2006: Especial emitido en Nochevieja.

- 27 de diciembre de 2007: Els pastorets, àdhuc!, especial de Navidad en que los personajes del programa representan la obra Els pastorets de Josep Maria Folch i Torres.

- 31 de diciembre de 2007: Polònia, collita 2007, especial resumen del año emitido en Nochevieja.

- 13 de marzo de 2008: Polònia, especial eleccions, especial en directo con motivo de las elecciones generales, con la valoración de los resultados por parte de los personajes del programa.

- 20 de marzo de 2008: Per més INRI... Polònia, emitido el Jueves Santo y en el que se hacía un repaso de los mejores gags sobre la campaña de las Elecciones generales 2008.

- 8 de mayo de 2008: Programa temático dedicado la despedida de la vida política del Secretario general del Partido Popular, Ángel Acebes

- 25 de diciembre de 2008: Polònia, el musical especial de Navidad con una recopilación de los sketches musicales emitidos durante el año.

- 31 de diciembre de 2008: Polònia, collita 2008, especial resumen del año emitido la Nochevieja. Posteriormente, el personaje de Tomàs Molina, junto al verdadero meteorólogo de la cadena, presentó la retransmisión de las campanadas.

- 31 de diciembre de 2009: Polònia, collita 2009, especial resumen de los mejores gags del año emitido en Nochevieja

- 2 de julio de 2010: Polònia, Especial Estatut, especial emitido tras el recorte del Estatut de Catalunya recopilando los gags relacionados con el Estatut

- 5 de agosto de 2010: Polònia, Especial Musical, especial de verano, con recopilación de los mejores gags musicales a lo largo de la temporada.

- 12 de agosto de 2010: Polònia, Especial Cinema, especial con los mejores gags relacionados con películas.

- 19 de agosto de 2010: Polònia, Els Millors Moments, especial recopilando los mejores momentos de la temporada.

- 31 de diciembre de 2010: "Polònia, collita 2010", especial que resume los mejores gags del año, después se emitió el programa "Crackòvia, lo cap d'any" y el especial "Cap d'Any x10" presentado por el personaje de Ferrán Monegal, el cual recopiló los mejores momentos de la década, incluyendo algunos especiales de Nochevieja de Polònia.

- 31 de diciembre de 2012: "Polònia, Feliç 2013", especial que muestra cómo sería la Cataluña independiente mientras se prepara para la visita del presidente español.

- 3 de enero de 2013: "Polònia, collita 2012", especial recopilando los mejores gags del año que no se pudo realizar el 31 de diciembre del 2012 por el especial "Feliç 2013".

- 25 de diciembre de 2014: "Deu temporades, deu moments", especial recopilando los mejores gags de las diez temporadas de Polònia.

- 31 de diciembre de 2014: "Polònia, els musicals", especial recopilando los mejores musicales.
- 20 de mayo de 2021: "Gala 15 anys del polònia" programa dedicado a los 15 años del programa. Actores que abandonaron el programa como Bruno Oro o Iván Labanda volvieron ese día para interpretar a personajes antiguos como Ángel Acebes o Quim Torra

## Controversias
Ocasionalmente, el programa ha recibido críticas por algunas de las parodias realizadas. El 10 de octubre de 2008, el expresidente de la Generalidad de Cataluña, Jordi Pujol, durante un almuerzo público con Toni Soler, le recriminó al director de Polònia las sátiras del programa sobre el Papa Benedicto XVI:

¿Por qué metéis al papa si queréis hacer una sátira política? Os critico duramente porque es una concesión a la facilidad. Sabéis que no protestará, pero ninguno de vosotros se atreverá a hacer ni media insinuación contra un musulmán ni contra el dios de los judíos, ni lo tenéis que hacer. Es injusto. Este papa no es este imbécil que presentáis. (...) El papa no sé por qué tiene que salir y con una ridiculización tan absoluta.

En septiembre de 2009 el Departamento de Presidencia de la Generalidad de Cataluña presentó una queja a TV3 por una parodia de José Montilla, interpretada por Sergi Mas, que se emitió justo después del mensaje institucional que ofreció el presidente de la Generalidad con motivo de la Diada Nacional de Cataluña. La propia cadena pidió disculpas 
durante el Telenotícies migdia del día siguiente, por no haber «distanciado adecuadamente» la parodia del discurso institucional. Pese a todo, el Consejo del Audiovisual de Cataluña solicitó una comparecencia extraordinaria de la directora de TV3, Mònica Terribas, y del director de la Corporació Catalana de Mitjans Audiovisuals, Albert Sáez. Terribas calificó el hecho de «desafortunado error» y reconoció que podía suponer «un menosprecio de la figura del presidente».
Poco después, el 17 de septiembre de 2009, el programa generó una nueva controversia al emitir un sketch en el que se parodiaba a Adolf Hitler y la invasión nazi de Polonia, en su septuagésimo aniversario. Al día siguiente, en una entrevista en Els Matins, la periodista Pilar Rahola acusó a Toni Soler de banalizar y hacer «un chiste fácil con un asesino de masas que humilló a millones de personas». Ello generó un debate en los medios de comunicación catalanes, alimentado por críticos televisivos y columnistas de prensa.

Este tipo de humor, aplicado a asesinos de masas, banaliza sus crímenes, tanto como humaniza a los culpables. Y no me refiero a una sátira terrible, estilo El gran dictador de Chaplin, porque ello entra en el género de la crítica demoledora. Me refiero a la bromita fácil, ji, ji, ja, ja, continuada y tan familiar, que acaba enterneciendo al personaje. Pilar Rahola

Al igual que mi hijo y otros muchos niños de su edad supieron quién fue Franco gracias al Polònia y ahora sabrán quién fue y qué hizo Hitler. Najat el Hachmi

En todo lo que atañe al universo judío (Rahola) sigue, con vocación y disciplina, los clásicos protocolos y argumentos de defensa sionista (...) Yo creo que es un error de enfoque. El gag de Polònia es de un sarcasmo lúcido y feroz. Ferran Monegal

El 29 de septiembre de 2009 se hizo pública la existencia de un informe, encargado en 2007 por la Conselleria de Governació i Administracions Públiques, para analizar la influencia sobre la opinión pública de la parodia del entonces conseller Joan Puigcercós, realizada en Polònia. Dicho informe concluía que programas como Polònia hacen calar una imagen de líder político prepotente y agresivo.
En noviembre de 2014, el Partido Popular denunció a Polònia ante el Consejo Audiovisual de Cataluña tras un sketch protagonizado por Mariano Rajoy y varios ministros en el que se parodiaba una escena de la película El hundimiento, con el presidente montando en cólera contra varios de sus ministros debido a la celebración del llamado proceso participativo del 9N unos días antes, al entender que se estaba comparando a Rajoy con Adolf Hitler. En su siguiente emisión, el programa contraatacó con otro sketch similar en el que el director Toni Soler abroncaba a los guionistas al conocer dicha denuncia.

## Productos relacionados

### Libros
- El llibre mediàtic de Polònia. Editorial Columna (2007) ISBN 978-84-664-0811-0
- Cabòries. La volta al Polònia en 80 gags. Editorial Columna (2008) ISBN 978-84-664-0914-8
- Visc a Polònia. Editorial Columna (2010) ISBN 978-84-664-1322-0
- El llivre blanc del Polònia (2021)

### Còmics
- Polònia, tenim un problema!. Editorial Columna (2008). ISBN 978-84-664-1010-6

### Discos
- Polònia, el disc. Música Global (2008)

## Premios
- Premio Ondas 2007 al mejor programa de televisión local
- Premio Protagonistas 2007 al mejor programa de televisión
- Premio de la Academia de la Televisión al mejor programa autonómico de entretenimiento de 2006